# William Anderson (Politiker, 1762)
William Anderson (* 1762 in Colony of Virginia; † 16. Dezember 1829 in Chester, Pennsylvania) war ein US-amerikanischer Politiker. Zwischen 1809 und 1819 vertrat er zweimal den Bundesstaat Pennsylvania im US-Repräsentantenhaus.

## Werdegang
William Anderson besuchte die öffentlichen Schulen seiner Heimat. Während des Unabhängigkeitskrieges diente er seit 1777 trotz seiner Jugend in der Kontinentalarmee. Er nahm an mehreren Schlachten teil und stieg bis zum Major auf. Danach arbeitete er ab 1796 in Chester als Hotelier. 1804 wurde er Bezirksrevisor im Delaware County; im Jahr 1805 leitete er die Bezirksbehörde zur Betreuung der Armen (County Director of the Poor). Politisch war er Mitglied der Demokratisch-Republikanischen Partei.
Bei den Kongresswahlen des Jahres 1808 wurde Anderson im ersten Wahlbezirk von Pennsylvania in das US-Repräsentantenhaus in Washington, D.C. gewählt, wo er am 4. März 1809 die Nachfolge von Jacob Richards antrat. Nach zwei Wiederwahlen konnte er bis zum 3. März 1815 drei Legislaturperioden im Kongress absolvieren. In seine Zeit als Kongressabgeordneter fiel der Britisch-Amerikanische Krieg von 1812. Im Jahr 1816 wurde Anderson im ersten Distrikt seines Staates erneut in den Kongress gewählt, wo er zwischen dem 4. März 1817 und dem 3. März 1819 seine letzte Legislaturperiode absolvieren konnte.
Zwischen 1826 und 1828 war William Anderson beisitzender Bezirksrichter. Seit 1828 fungierte er als Zollinspektor in Philadelphia. Er starb am 16. Dezember 1829 in Chester.